# (17988) Joannehsieh
(17988) Joannehsieh (1999 JR62) – planetoida z pasa głównego asteroid okrążająca Słońce w ciągu 3,67 lat w średniej odległości 2,38 j.a. Odkryta 10 maja 1999 roku.